# جيم ميلنر
جيم ميلنر (بالإنجليزية: Jim Milner)‏ (3 فبراير 1933 في المملكة المتحدة - ) هو لاعب كرة قدم بريطاني في مركز مهاجم داخلي. لعب مع نادي بيرنلي ونادي ترانمير روفرز لكرة القدم ونادي بليث سبارتانز وNew Brighton A.F.C. ‏ وأكرينجتون ستانلي ‏ ودارلينجتون إف سى.